# Анімаційний дизайн
Графіка руху, моушн дизайн або анімаційний дизайн (англ. Motion graphics) — візуальне оформлення для відео, телебачення і кіно. Створюється у цілому  при застосуванні комп'ютерних технологій. Але нерідко зустрічаються і роботи створені при використанні класичних прийомів зйомок на відео.
Застосовується для створення відеокліпів, оформлення телевізійного ефіру, заставок телепередач, титрів в кіно, рекламних роликів.
Графіка руху - фрагменти цифрових кадрів або анімації, які створюють ілюзію руху або обертання, і, як правило, поєднуються з аудіо для використання в мультимедійних проектах. Рухова графіка зазвичай відображається за допомогою електронних медіа-технологій, але може також відображатися за допомогою ручної технології (наприклад, тауматроп, фенакистоскоп, стробоскоп, зоотроп, праксиноскоп, фліп-книга). Цей термін відрізняє графіку від тих, які з часом перетворюються, без перевизначення форми. Хоча будь-яка форма експериментальної або абстрактної анімації може бути названа рухомою графікою, термін, як правило, більш точно стосується комерційного застосування анімації та ефектів для відео, фільмів, телепрограм та інтерактивних програм.

## Графіка руху, яка відтворена на комп'ютері
Термін "графіка руху" з'явився разом з відеомонтажем, можливо, щоб йти в ногу з новітніми технологіями. Перед тим як комп'ютери були доступними для широкого загалу, графіка руху була дорога і трудомістка, що обмежило її використання в високо бюджетному кіно і телебаченні. В кінці 1980-х — середині 90-х, дорогі фірмові графічні системи британської Quantel були досить звичайним явищем у багатьох телевізійних станціях. Робочі станції Quantel такі як Hal, Henry, Harry, Mirage і Paintbox були графічним стандартом мовлення свого часу. (Також Ampex ADO і AVA) Зі зменшенням вартості виробництва графіки руху на комп'ютері, вона отримала більш широке застосування. Зі здатністю таких комп'ютерних програм як Adobe After Effects, Discreet Combustion та Apple Motion, вона стала ще доступнішою. Сучасні символьні генератори від Aston Broadcast Systems і Chyron Corporation включають графіку руху.
Термін "графіка руху" був популяризуван книгою про використання Adobe After Effects Тріша і Кріса Мейер (Chris & Trish Meyer), під назвою Creating Motion Graphics. Це було початком комп'ютерних програм, які спеціалізувалися на виробництві відео, але не були редакторами або 3D програмами. Ці нові програми зібрали разом спеціальні ефекти, композітінг (з'єднання декількох зображень для отримання одного) і набори інструментів для кольорової корекції, і спочатку з'явилися між звичайним редагуванням і 3D технологіями. Цей "посередник" і є поняття графіки руху і кінцевий стиль анімації, саме тому іноді його називають 2.5D.
Графіка руху продовжує розвиватися як форма мистецтва, об'єднуючи sweeping camera paths і 3D елементи. Незважаючи на їх відносну складність, Maya компанії Autodesk та 3D Studio Max широко використовуються в анімації і дизайні графіки руху.

## Додатково
Національний день моушн дизайну — 19 серпня.[джерело?]
Запропоновано жартома директором Школи комп'ютерних технологій Scream School Ганною Григор'євою в день народження куратора програми Моушн дизайн Іллі Острикова. Проте день моушн дизайну був закріпився саме за цією датою.[джерело?]

## Зовнішні посилання
- Daniel Jenett: Motion Design: Darstellung aktueller Projekte GUDBERG Verlag, 2014, ISBN 978-3-943061-12-3
- Tanja Diezmann, Tobias Gremmler: Raster für das Bewegtbild Stiebner, 2005, ISBN 3-8307-1309-6
- Jeff Bellatoni, Matt Woolman: TYPE in MOTION – innovative digitale gestaltung Verlag Hermann Schmidt, Mainz 1999, ISBN 3-87439-477-8
- The Mograph Wiki — зрозуміла вікі, яка підтримується професіоналами та фанатами.
- Mogr.com [Архівовано 16 жовтня 2017 у Wayback Machine.] — місце для моушн дизайнерів, джерело натхнення.